# Pedro Luiz Burmann
Pedro Luiz Burmann de Oliveira (né le 17 février 1992 à Porto Alegre do Norte) est un athlète brésilien, spécialiste du 400 m.
Son meilleur temps est de 45 s 52 obtenu à São Paulo le 22 septembre 2012 lors du titre obtenu des Championnats d'Amérique du Sud d'athlétisme espoirs 2012 et il est finaliste du relais 4 x 400 m lors des Championnats du monde 2013 à Moscou.